# École de l'Heptanèse (littérature)
Cet article concerne l'école littéraire. Pour les autres mouvements, voir École de l'Heptanèse.
L'école littéraire de l'Heptanèse (en grec moderne : Επτανησιακή Σχολή, littéralement  en français : L'école des sept îles), désigne la production littéraire des îles Ioniennes  de la fin du XVIIIe siècle à la fin du XIXe siècle. Au centre de cette production se trouve le poète Dionýsios Solomós.
Ses périodes sont donc conventionnellement divisées comme suit : Pré-solomien (Προσολωμικοί ποιητές), poètes solomiens et les poètes postsolomiens, mineurs et descendants.